# 听涛居
听涛居原名正道居，是中国安徽省黄山市黄山区黄山登山古道沿线的景观建筑之一，坐落在黄山的温泉景区，从温泉前往慈光阁的登山步道右手边高坝上面，坐东朝西。这是一座中国古典式建筑，二层，碧绿色琉璃瓦顶。
听涛居原名正道居，建于民国二十四年（1935年），是黄山风景区代表性的民国建筑之一。占地面积为894平方米，建筑面积为 376 平方米。最初由许世英、张治中以黄山建设委员会名义兴建，张治中题额“正道居”，赠与蒋介石，蒋又转送段祺瑞（1865—1936）作别墅。尚未建成，段已去世。1937年初冬，张学良曾被从浙江奉化押解到此，幽禁四天。1965年，董必武改为“听涛居”，因临近人字瀑而得名，可闻声而不见瀑布。

## 文物保护
2004年10月公布为安徽省文物保护单位。2013年与慈光阁、观瀑楼、古观景亭等作为“黄山登山古道及古建筑”的子项被列为第七批全国重点文物保护单位。
2023年5月30日，听涛居修缮工程正式启动，预计8月底完工。  